# Chlidichthys cacatuoides
Chlidichthys cacatuoides är en fiskart som beskrevs av Gill och Randall, 1994. Chlidichthys cacatuoides ingår i släktet Chlidichthys och familjen Pseudochromidae. Inga underarter finns listade i Catalogue of Life.